# Veurise fritzi
Veurise fritzi is een insect uit de familie van de Nemopteridae, die tot de orde netvleugeligen (Neuroptera) behoort. 
Veurise fritzi is voor het eerst wetenschappelijk beschreven door Stange & Williner in 1981.